# Fundusz rozwoju przewozów autobusowych o charakterze użyteczności publicznej
Fundusz rozwoju przewozów autobusowych o charakterze użyteczności publicznej (FRPA) – państwowy fundusz celowy, powołany ustawą z 16 maja 2019 r (Dz.U. z 2024 r. poz. 402). Obsługę bankową funduszu prowadzi Bank Gospodarstwa Krajowego.

## Zadania funduszu
Fundusz rozwoju przewozów autobusowych jest instrumentem wsparcia jednostek samorządu terytorialnego służącym przywracaniu lokalnych połączeń autobusowych, innych niż komunikacja miejska w rozumieniu ustawy o publicznym transporcie zbiorowym. W założeniu FRPA ma na celu ograniczenie wykluczenia komunikacyjnego mieszkańców mniejszych miejscowości, w celu zapewnienia im możliwości dotarcia środkami transportu publicznego do pracy, szkół, placówek zdrowia i instytucji kultury.

## Finansowanie funduszu

### Źródła zasilania
Fundusz jest zasilany m.in. z:
- 5% wpływów z tytułu opłaty emisyjnej, o której mowa w Prawie ochrony środowiska,
- 55% wpływów z tytułu opłaty zastępczej, o której mowa w ustawie o biokomponentach i biopaliwach ciekłych,
- 3,65% wpływów z opłaty paliwowej, o której mowa w ustawie o autostradach płatnych oraz o Krajowym Funduszu Drogowym,
- budżetu państwa w części, której dysponentem jest minister właściwy do spraw transportu

Inne źródła przychodów funduszu to opłaty ustanowione ustawami: o transporcie drogowym, o przewozie towarów niebezpiecznych, Prawem o ruchu drogowym, ustawą o ochronie zwierząt, Prawem o miarach, ustawą o tachografach i ustawą o systemie monitorowania transportu drogowego i kolejowego.

### Budżet
W każdym kolejnym roku budżetowym dysponent dokonuje podziału kwoty planowanych przychodów Funduszu, która od początku obowiązywania ustawy wynosiła 800 mln zł (od 2024 roku podniesiono ją do 1 mld zł). Podział środków między województwa jest dokonywany na podstawie przepisów rozporządzenia Rady Ministrów. Dodatkowo fundusz posiada rezerwę w wysokości 5% środków.

## Wydatkowanie środków

### Wysokość dopłat
Dofinansowanie jest przyznawane w formie dopłaty do kwoty deficytu pojedynczej linii komunikacyjnej. Jednocześnie organizator (samorząd terytorialny) był zobowiązany dopłacić do kwoty deficytu na danej linii komunikacyjnej nie mniej niż 10 procent ze środków własnych.
Początkowa stawka dopłaty do przejechanego kilometra wynosiła nie więcej niż 1 zł, a 1 kwietnia 2020 roku została podniesiona do 3 zł.

### Zasady udzielania dopłat
Dysponentem środków jest minister właściwy do spraw transportu, obsługiwany w momencie utworzenia funduszu przez Ministerstwo Infrastruktury. Dofinansowanie dotyczy linii komunikacyjnych nie funkcjonujących od co najmniej 3 miesięcy przed wejściem w życie ustawy i na które umowa o świadczenie usług w zakresie publicznego transportu zbiorowego została zawarta po 18 lipca 2019 r. Podział puli środków Funduszu w danym roku budżetowym do wykorzystania w każdym z województw jest dokonywany na podstawie rozporządzenia Rady Ministrów.
Wojewoda, rozpatrując wniosek o dofinansowanie bierze pod uwagę:
- powierzchnię obszaru właściwości organizatora;
- liczbę mieszkańców obszaru właściwości organizatora;
- liczbę linii, dla których organizator złożył wniosek;
- długość linii, dla których organizator złożył wniosek;
- liczbę zatrzymań autobusu na przystankach na liniach, dla których organizator złożył wniosek;
- realizację potrzeb osób niepełnosprawnych oraz osób o ograniczonej zdolności ruchowej w zakresie dostępu do przewozów na liniach, dla których organizator złożył wniosek;

Pierwszeństwo w objęciu dopłatą przyznaje się organizatorom w następującej kolejności:
1. gminom;
2. związkom międzygminnym;
3. związkom powiatowo-gminnym;
4. powiatom;
5. związkom powiatów;
6. województwom[1].

Kwota deficytu pojedynczej linii komunikacyjnej jest liczona jako ujemny wynik finansowy netto wyliczony dla tej linii nieuwzględniający rozsądnego zysku, o których mowa w rozporządzeniu (WE) 1370/2007 Parlamentu Europejskiego i Rady dotyczącego rekompensaty z tytułu świadczenia usług publicznych w transporcie.
Organizator publicznego transportu zbiorowego występujący o dopłaty musi zapewnić środki finansowe w swoim budżecie najpóźniej w momencie zaciągnięcia zobowiązania tj. zawarcia z operatorem umowy o świadczenie usług w zakresie publicznego transportu zbiorowego.
Kontrola sposobu i terminowości wykonania zadania, na które zostało udzielone dofinansowanie oraz prawidłowość wyliczenia dopłaty pod względem zgodności z umową o dopłatę została powierzona właściwym wojewodom.
Niewykorzystane środki pozostające na dzień 31 grudnia na rachunku Funduszu mogą zostać przekazane przez dysponenta Funduszu na rachunek Krajowego Funduszu Drogowego lub Funduszu Kolejowego lub na dochody budżetu państwa.
Nowelizacja ustawy o funduszu z 2023 roku wprowadziła możliwość zawierania umów długoletnich, nawet do 10 lat. Na umowy tego typu przewidziano 70% środków wydatkowanych przez fundusz.

## Recepcja medialna
Fundusz bywa nazywany przez media funduszem pekaesowym lub pekaes plus.
Funkcjonowanie FRPA spotkało się z krytyką, m.in. z powodu braku waloryzacji stawki dopłaty, nieobjęcia dopłatami międzygminnych połączeń komunikacji miejskiej (co przyczyniło się do dezintegracji przewozów miejskich i podmiejskich w Kaliszu), braku obligatoryjności korzystania z funduszu (będącego w istocie przyzwoleniem na utrzymywanie się obszarów wykluczonych komunikacyjnie), braku promowania organizatorów integrujących transport w kilku jednostkach samorządu terytorialnego, co prowadzi do powstawania niezintegrowanych sieci komunikacji gminnych. W skali kraju nie zahamowano również spadku liczby połączeń, długości linii i przede wszystkim pracy eksploatacyjnej wyrażonej liczbą wozokilometrów.